# كاثلين ماكدونل
كاثلين ماكدونل (بالإنجليزية: Kathleen McDonnell)‏ (1947)؛ روائية كندية.